# Rock-Star (мини-альбом Stray Kids)
Rock-Star (стилизуется как 樂-STAR) — восьмой мини-альбом (13-й в сумме) южнокорейского бой-бэнда Stray Kids на корейском языке, выпущенный лейблами JYP Entertainment и Republic Records 10 ноября 2023 года. Ему предшествовал третий корейскоязычный студийный альбом 5-Star (2023), который был выпущен пять месяцев назад перед релиза мини-альбома. Над альбомом, основанным на корейской четырёхсимвольной идиоме эмоций хироэрак, работали Пан Чхан, Чханбин и Хан вместе с Версачхоем, Cubeatz, Вилли Викс, Миллионбоем, Никко Ён и ДжунТу.
Мини-альбом состоит из восьми композиций, включая «Lalalala» в качестве ведущего сингла и корейскую версию «Social Path» с участием японской певицы-певицы LiSA (Риса Орибэ). В коммерческом плане Rock-Star возглавлял чарты Республики Корея, Австрии, Греции, Венгрии, Японии, Польши и США и получил четырёхмиллионный сертификат от Корейской ассоциации музыкального контента (KMCA), а также золотой сертификат во Франции и США. Согласно данным Международной федерации производителей фонограмм (IFPI), альбом Rock-Star стал девятым мировым бестселлером в 2023 году.

## Предыстория
1 января 2023 года Stray Kids выложили видео «Step Out 2023», в котором рассказали о своих достижениях в 2022 году и планах на новый год, включая выпуск двух альбомов. Первым альбомом группы в 2023 году стал третий студийный альбом 5-Star, выпущенный 2 июня. Альбом возглавлял несколькие национальные чарты, включая Францию, Южную Корею и США, и Корейская ассоциация музыкального контента (KMCA) присвоила альбому пятимиллионный сертификат. Для продвижения альбома Stray Kids отправились в концертный тур «5-Star Dome Tour» по Южной Корее и Японии с августа по октябрь. Во время тура группа также выпустила свой третий японоязычный мини-альбом Social Path / Super Bowl 6 сентября.
19 сентября 2023 года издание Joynews24 сообщило, что Stray Kids планируют выпустить новый альбом в ноябре. Вскоре лейбл JYP Entertainment подтвердил данную информацию. 6 октября группа анонсировала Rock-Star в полутораминутном видео-прологе. В ролике, озвученном «успокаивающим» голосом Феликса и «маниакальным» и «театральным» голосом Пан Чхана, рассказывается о мальчике-трубаче из маршевого оркестра, засыпающего в ожидании выступления, выражая свои взволнованные эмоции. Сцены переключаются на то, как Stray Kids радостно грабят банк вместе с группой клоунов, становятся злыми пиратами на корабле и грустно смотрят на часы. Когда мальчик и его одногруппники выходят на сцену, начинает играть тяжелая электрогитара, вдохновленная роком, а Феликс и Пан Чхан кричат с фразой «Давайте покажем всем, как мы зажигаем!».
Корейское название мини-альбома 樂-Star является игрой слов с английским названием Rock-Star, в котором китайско-корейское произношение 樂 (рак) похоже на рок. Благодаря «тесной связи» с предыдущим альбомом, по словам участников, Rock-Star демонстрирует больше «необузданной энергии», чем «уникально-цветного» 5-Star. Концепция Rock-Star основана на корейской четырёхсимвольной идиоме хироэрак (кор. 희로애락?, 喜怒哀樂?; лит. «радость, гнев, печаль, удовольствие»), изображающей различные эмоции с точки зрения группы.

## Музыка и тексты песен

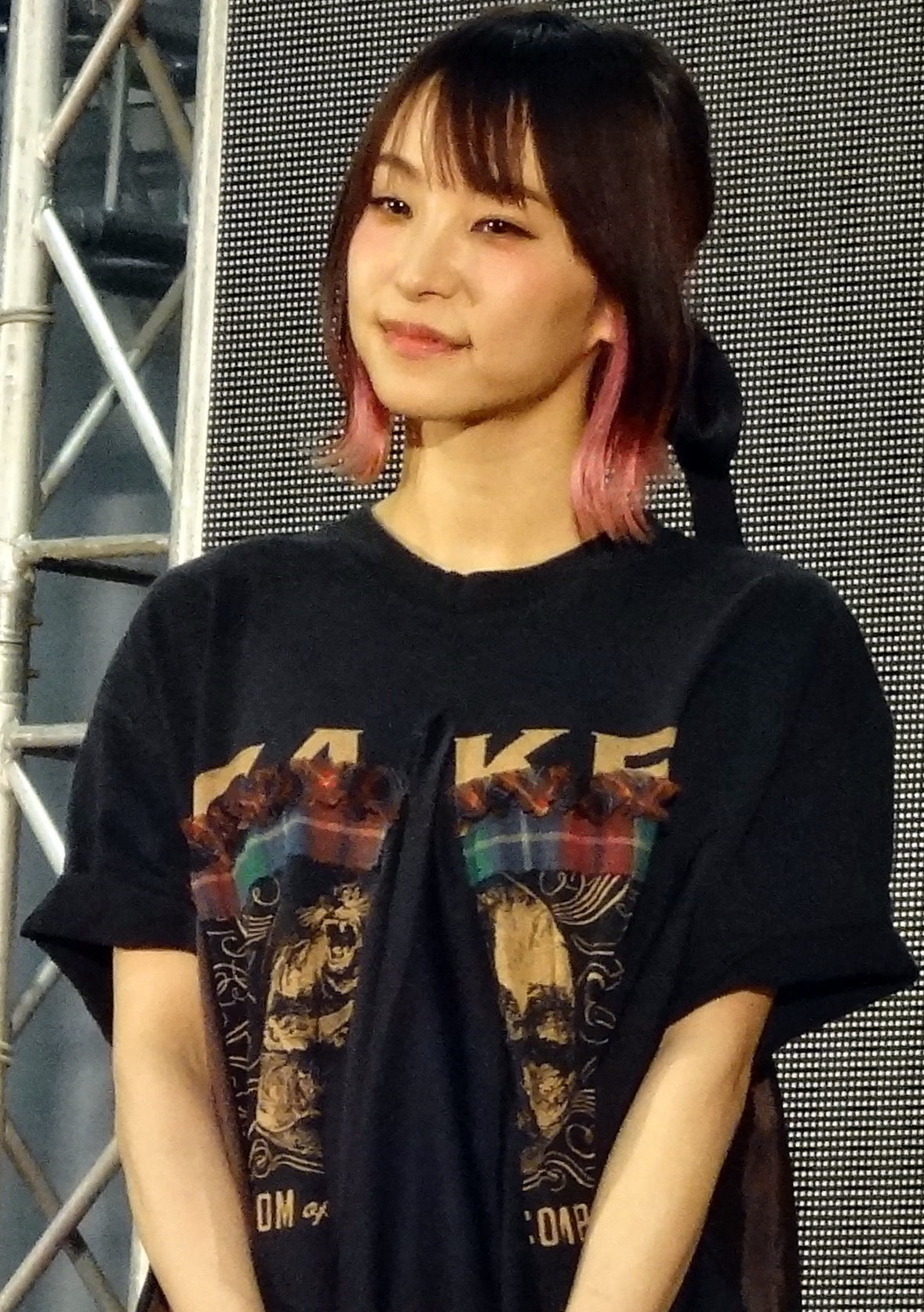
Японская певица LiSA участвовала как приглашённая исполнительница в сингле «Social Path»

Rock-Star состоит из восьми композиций, общая сумма продолжительности у которых составляет 25 минут и 35 секунд. Мини-альбом был описан как «мощный альбом, добавляющий силы и энергии духу [Stray Kids]», стремящийся «выйти за рамки любых оценок» и демонстрирующий «аспект рок-звезды и свободу, скрытую внутри [группы]», а также «наше удовольствие продолжается, что бы ни случилось». Пан Чхан, Чханбин и Хан написали и спродюсировали все песни альбома, а участник Хёнджин написал «Cover Me» наряду с Пан Чханом. В работе над альбомом также приняли участие Версачхой, Cubeatz, Вилли Викс, Миллионбой, Никко Ён и ДжунТу. Японская певица LiSA приняла участие в седьмом сингле «Social Path», записанном на корейском, а не на японском языке, первоначально включённом в японский мини-альбом Social Path / Super Bowl.

## Выпуск и продвижение
Rock-Star был выпущен 10 ноября 2023 года. Предварительные заказы на мини-альбом начались в тот же день, что и релиз пролога, и были представлены в пяти изданиях: лимитированном «Star» и четырёх стандартных «Rock», «Roll», «Postcard» и «Headliner». Список композиций, планировщик и цифровая обложка альбома были опубликованы в социальных сетях 9 октября, где «Lalalala» отмечен как заглавный сингл. В списке также включалась корейская версия сингла «Social Path». Две песни с мини-альбома — «Megaverse» и «Leave» — были представлены в серии «Unveil: Track» 20 и 24 октября соответственно. С 21 по 22 октября Stray Kids провели в Сеуле два концерта своего тура «5-Star Dome Tour» под названием «Seoul Special (Unveil 13)», на которых впервые исполнили три сингла с Rock-Star: «Megaverse», «Blind Spot», «Leave» и корейскую версию «Social Path»; исполнение «Megaverse» и «Leave» было выложено 26 октября. Видео с мэшапом, созданного из композиций альбома было выпущено 6 ноября. Stray Kids представили мини-альбом через документальное видео Intro «Rock-Star», выложенное 9 ноября за день до выпуска.
Серия тизерных изображений была выпущена в четырёх наборах. На первом участники группы в костюмах рок-звезд лежат в ванне, полной кабелей усилителей и винилов. На втором участники группы в костюмах балетной группы стоят перед спутниковой тарелкой, окрашенной в сине-фиолетовый цвет. На третьем участники группы изображены со статуями львов и манекенами с головами. На четвёртом участники группы, одетые так же, как и на первых тизерных изображениях, участвуют в фотосессии в журнальном стиле с розовым заголовком и интервью о выборе между «樂» и «роком». Для продвижения мини-альбома выпущено два музыкальных видеоклипа. На заглавный сингл «Lalalala», выпущенный одновременно с альбомом, клип выражает столкновение внутренних эмоций Stray Kids, а гигантское дымоподобное существо пытается напасть на марширующую группу молодых парней во время выступления. Музыкальный клип на песню «Megaverse» был выпущен 20 ноября, в нём Stray Kids нокаутируют охранника, главную роль исполняет Юн Сын Хун. В финале канадский рэпер Табло неожиданно появляется в роли нового охранника. Stray Kids исполнили «Lalalala» на нескольких музыкальных программах, таких как «Music Bank», «Show! Music Core», «Inkigayo» и «M Countdown». Кроме того, в Сеуле открылся поп-ап магазин мини-альбома, который работал с 12 по 26 ноября. Чханбин и Феликс появились в качестве гостей на варьете-шоу «Amazing Saturday» 18 ноября.

### SKZflix
Впервые короткометражный фильм SKZflix был показан в клипе «Step Out 2022», загруженном 1 января 2022 года. Премьера тизерного видео состоялась 21 октября 2023 года на концерте «Seoul Special (Unveil 13)» во время тура «5-Star Dome Tour». SKZflix был официально выпущен в виде короткометражного фильма 3 ноября, в котором прозвучали две песни из Rock-Star: «Leave» и «Cover Me», а режиссёром выступил Ким Бён Джун. Фестиваль короткометражных фильмов и Азии выбрал SKZflix для показа на открытии фестиваля и вручил короткометражке награду «Global Spotlight Award».

#### Сюжет
Ли Ноу, студент университета со шрамом на лице, напуган внезапным присутствием Феликса; у них завязывается разговор о мечте стать актёром. Хан и Сынмин приглашают их сняться в короткометражном фильме, подготовленном университетским киноклубом для кинофестиваля. Сюжет фильма рассказывает о «параллельном мире, где главный герой встречается со старыми друзьями и вынужден вернуться обратно». В день премьеры Ли Ноу расспрашивает остальных о Феликсе, однако все не могут его вспомнить, и он отправляется на поиски своего внезапно исчезнувшего друга. Наконец, Минхо приходит в супермаркет и находит Феликса, у которого также появился шрам на лице.

## Критическое восприятие
| Оценки критиков | Оценки критиков |
| Источник        | Оценка          |
| --------------- | --------------- |
| AllMusic        | [ 49 ]          |

Кристал Белл из Teen Vogue описала Rock-Star так: «Stray Kids расширяют свою творческую палитру, возвращаясь к своим бунтарским корням». Написав рецензию для AllMusic, Нил З. Йен назвал мини-альбом «звёздным сборником для группы, работающей на полную катушку, принося почти невыносимую энергию с ещё одной коллекцией гибридных танцевальных гимнов, которые усиливаются мускулистыми, размашистыми рэп-атаками». Ким Дохон из Zenerate назвал альбом «сущностью кей-попа» и поставил его на третье место среди лучших K-pop альбомов года. Dazed назвал «Cover Me» 25-м лучшим K-pop треком 2023 года, назвав его «мерцающей жемчужиной в шкатулке с драгоценностями рок-звёзд, почти балладой, повествующей об опустошающей душу грусти». Zenerate назвал «Megaverse» 11-й лучшей K-pop песней года.

## Аккредитации
| Церемония               | Год  | Категория           | Итог      | Источник |
| ----------------------- | ---- | ------------------- | --------- | -------- |
| Billboard Music Awards  | 2024 | Лучший K-pop альбом | Номинация | [ 53 ]   |
| Mnet Asian Music Awards | 2024 | Альбом года         | Номинация | [ 54 ]   |

## Коммерческий успех
В Республике Корея, согласно данным Hanteo Chart, Rock-Star был продан тиражом 1 885 065 копий в день выпуска. Мини-альбом дебютировал на первой позиции в альбомном чарте Circle Album Chart с 3 650 904 копиями для ограниченного и стандартного изданий и 177 901 копией для издания «Nemo». Позже он возглавил ежемесячный чарт, продав 4 126 466 копий и получил четырёхмиллионный сертификат от Корейской ассоциации музыкального контента (KMCA). Rock-Star также возглавил чарты Oricon Albums Chart и Combined Albums Chart, став третьим альбомом группы после The Sound и Social Path / Super Bowl и продав 128 тысяч копий в первую неделю. На международном уровне альбом достиг второго места в Австралии, Германии и во Франции.
В США альбом Rock-Star дебютировал на первой позиции в Billboard 200 25 ноября 2023 года, став четвёртым подряд чарттоппером, что сделало Stray Kids первой группой, чьи первые четыре альбома возглавили американский чарт и третьими музыкантами после Алиши Киз (2001—2007) и One Direction (2012—2014). Мини-альбом стал двадцать вторым неанглоязычным альбомом, возглавившим чарт, и шестым в 2023 году, после The Name Chapter: Temptation группы Tomorrow X Together, альбома Mañana Será Bonito певицы Кароль Джи, их собственного альбома 5-Star, альбома Get Up от NewJeans и альбома Nadie sabe lo que va a pasar mañana от Бэд Банни. Мини-альбом Rock-Star дебютировал с тиражом 224 тысяч эквивалентных альбомных единиц, включая 213 тысяч чистых продаж и 11 тысяч эквивалентных потоковых альбомов, что равняется 15,68 миллионам потоков по требованию. В 2024 году Rock-Star получил золотые сертификаты от Американской ассоциации звукозаписывающих компаний (RIAA) и Французского национального синдиката звукозаписи (SNEP).
Согласно глобальному музыкальному отчёту Международной федерации производителей фонограмм (IFPI) за 2023 год, Rock-Star стал девятым самым потребляемым альбомом во всех форматах и самым продаваемым альбомом во всём мире, проданным в количестве 4,2 миллиона экземпляров.

## Список композиций
| №                   | Название                                          | Текст песни                                       | Музыка                                                                  | Аранжировка                         | Длительность |
| ------------------- | ------------------------------------------------- | ------------------------------------------------- | ----------------------------------------------------------------------- | ----------------------------------- | ------------ |
| 1.                  | «Megaverse»                                       | Пан Чхан ( 3Racha ) Чханбин (3Racha) Хан (3Racha) | Пан Чхан Чханбин Хан Версачхой                                          | Версачхой Пан Чхан                  | 3:06         |
| 2.                  | «Lalalala» (кор. 락?, 樂? Рак)                    | Пан Чхан Чханбин Хан                              | Пан Чхан Чханбин Хан Версачхой Кевин Гомрингер Тим Гомрингер Луис Бакке | Версачхой Пан Чхан Cubeatz          | 3:02         |
| 3.                  | «Blind Spot» (кор. 사각지대 Сагакчидэ)            | Пан Чхан Чханбин Хан                              | Пан Чхан Чханбин Хан Вилли Викс                                         | Вилли Викс Пан Чхан                 | 3:21         |
| 4.                  | «Comflex»                                         | Пан Чхан Чханбин Хан                              | Пан Чхан Чханбин Хан Миллионбой                                         | Миллионбой                          | 2:52         |
| 5.                  | «Cover Me» (кор. 가려줘; Карёджво)                | Хёнджин Пан Чхан                                  | Хёнджин Пан Чхан Никко Ён                                               | Пан Чхан Никко Ён                   | 3:11         |
| 6.                  | «Leave»                                           | Пан Чхан Чханбин                                  | Пан Чхан Чханбин ДжунТу                                                 | ДжунТу Пан Чхан                     | 3:39         |
| 7.                  | «Social Path» (с участием LiSA; корейская версия) | Пан Чхан Чханбин Хан                              | Пан Чхан Чханбин Хан Версачхой                                          | Версачхой                           | 3:17         |
| 8.                  | «Lalalala» (рок-версия)                           | Пан Чхан Чханбин Хан                              | Пан Чхан Чханбин Хан Версачхой Кевин Гомрингер Тим Гомрингер Луис Бакке | Версачхой Пан Чхан Cubeatz Никко Ён | 3:08         |
| Общая длительность: | Общая длительность:                               | Общая длительность:                               | Общая длительность:                                                     | Общая длительность:                 | 25:35        |

## Чарты
| Чарт (2023)                                  | Высшая позиция |
| -------------------------------------------- | -------------- |
| Австралия (ARIA)                             | 2              |
| Австрия (Ö3 Austria)                         | 1              |
| Бельгия/Валлония (Ultratop)                  | 2              |
| Бельгия/Фландрия (Ultratop)                  | 6              |
| Великобритания (UK Albums Chart)             | 69             |
| Великобритания (UK Independent Albums Chart) | 16             |
| Венгрия (MAHASZ)                             | 1              |
| Германия (Offizielle Top 100)                | 2              |
| Греция (IFPI)                                | 1              |
| Дания (Hitlisten)                            | 4              |
| Испания (PROMUSICAE)                         | 6              |
| Италия (FIMI)                                | 7              |
| Канада (Canadian Albums Chart)               | 21             |
| Литва (AGATA)                                | 3              |
| Нидерланды (Album Top 100)                   | 12             |
| Новая Зеландия (RMNZ)                        | 11             |
| Норвегия (VG-lista)                          | 2              |
| Республика Корея (Circle Album Chart)        | 1              |
| США (Billboard 200)                          | 1              |
| США (Billboard World Albums)                 | 1              |
| Финляндия (Suomen virallinen lista)          | 15             |
| Франция (SNEP)                               | 2              |
| Хорватия (HDU)                               | 1              |
| Швейцария (Schweizer Hitparade)              | 4              |
| Швеция (Sverigetopplistan)                   | 31             |
| Япония (Billboard Japan Hot Albums)          | 9              |
| Япония (Oricon Combined Albums Chart)        | 1              |
| Япония (Oricon)                              | 1              |

| Чарт (2023)                           | Высшая позиция |
| ------------------------------------- | -------------- |
| Республика Корея (Circle Album Chart) | 1              |
| Япония (Oricon)                       | 4              |

| Чарт (2023)                              | Высшая позиция |
| ---------------------------------------- | -------------- |
| Австрия (Ö3 Austria)                     | 51             |
| Бельгия/Валлония (Ultratop)              | 186            |
| Венгрия (Mahasz)                         | 41             |
| Германия (Offizielle Top 100)            | 91             |
| Мир (IFPI)                               | 9              |
| Республика Корея (Circle Album Chart)    | 4              |
| Франция (SNEP)                           | 135            |
| Япония (Billboard Japan Download Albums) | 62             |
| Япония (Oricon)                          | 30             |

| Чарт (2024)                  | Высшая позиция |
| ---------------------------- | -------------- |
| США (Billboard 200)          | 123            |
| США (Billboard World Albums) | 1              |
| Франция (SNEP)               | 191            |
| Япония (Oricon)              | 97             |

## Сертификации и продажи
| Регион | Сертификация  | Продажи    |
| --- | ------------- | ---------- |
| Республика Корея (KMCA) | 4× Миллионный | 4 000 000^ |
| США (RIAA) | Золотой       | 500 000    |
| Франция (SNEP) | Золотой       | 50 000     |
| Япония | —             | 229 835    |
| Итого |               |            |
| Мир (IFPI) | —             | 4 200 000  |
| ^ Данные о тиражах приведены только на основе сертификации. · Данные о продажах + прослушиваниях приведены только на основе сертификации. |               |            |

## История релиза
| Регион           | Дата           | Формат            | Версия               | Лейбл        | Источник |
| ---------------- | -------------- | ----------------- | -------------------- | ------------ | -------- |
| Республика Корея | 10 ноября 2023 | Немо              | Немо                 | JYP Republic | [ 116 ]  |
| США              | 15 ноября 2023 | Цифровая загрузка | Эксклюзивно цифровая | JYP Republic | [ 117 ]  |

### Комментарии
1. ↑  Rock-Star — восьмой в основном корейскоязычный мини-альбом группы Stray Kids, или их тринадцатый в сумме, считая вместе с мини-альбомами на японском языке.
2. ↑  См. 5-Star (альбом Stray Kids) § Чарты
3. ↑  Songs in A Minor (2001), The Diary of Alicia Keys (2003), Unplugged (2005), и As I Am (2007)
4. ↑  Up All Night (2011), Take Me Home (2012), Midnight Memories (2013) и Four (2014), исключая iTunes Festival: London 2012.
5. ↑  Глобальный альбомный рейтинг IFPI упорядочивает альбомы по количеству дохода, полученного от стриминга, скачиваний и продаж физических носителей в течение календарного года. Рейтинг продаж глобальных альбомов учитывает объём продаж по всем физическим форматам, а также полные скачивания альбомов.
6. ↑  Комбинированные японские продажи альбома Rock-Star:
  - Физические продажи: 225,897[114]
  - Цифровые продажи: 3,938[115]